# El Uno Grande
«El Uno Grande» es una marcha militar de infantería argentina compuesta en 1924 por el subteniente Otantino Ambrosini y con letra de Camps Pinto. Suele ser tocada con bombos y trompetas. Debe su nombre al hecho de ser la marcha oficial del Regimiento de Infantería 1 «Patricios» desde 1935.

## Origen
La marcha fue compuesta hacia 1924 por el entonces subteniente Otantino Ambrosini, quien se desempeñaba como Maestro de Banda del Regimiento de Infantería 1 «Patricios». En 1935 fue agregada al Registro de Música Militar y en 1973 fue designada oficialmente como marcha oficial del regimiento.

1. Fundir en un solo número las Marchas Cantadas “Tte Cnl LEIVA” y “EL UNO GRANDE” (Comprobado que: Pertenecen a los mismos autores, la 1ra y 3ra estrofa es la misma, la estructura musical y la melodía es la misma; siendo imposible precisar cual de los dos títulos ha sido el primero).
2. Fijar el título de “EL UNO GRANDE” (Tcnl LEIVA) a la Marcha en sí.
3. Asignar como Marcha Oficial de la Unidad del REGIMIENTO DE INFANTERÍA 1 “PATRICIOS” a la Marcha Militar Cantada “EL UNO GRANDE” (Tcnl LEIVA).

Resolución del 18 de diciembre de 1973

## Letra
El Uno Grande
Letra: Camps Pinto
Música: Otantino Ambrosini
Es el Uno Grande, entre los grandes
Centinela firme siempre alerta
Forjado en el yunque de los Andes
En las horas de la Patria incierta.
Es Patricios, el grito de guerra
Que en Mayo la Patria escuchó
Son las huestes del bravo Saavedra
Buenos Aires heroica ofrendó.
Es el Uno Grande, entre los grandes
Centinela firme siempre alerta
Forjado en el yunque de los Andes
En las horas de la Patria incierta.
Vibren los sonoros clarines
Con bravas notas de guerra
Llegando hasta los confines
Del monte, el llano y la sierra.
Y si un día la voz de la Patria a la lucha llamara
Recordemos entonces a aquellos ilustres varones
Que en Curupaytí, Salta y Tucumán
Abatieron pendones en homérica lid.
Vibren los sonoros clarines
Con bravas notas de guerra
Llegando hasta los confines
Del monte, el llano y la sierra.
Y si un día la voz de la Patria a la lucha llamara
Recordemos entonces a aquellos ilustres varones
Que en Curupaytí, Salta y Tucumán
Abatieron pendones en homérica lid.

## Uso
La marcha es entonada en actos y ceremonias del Regimiento. Es dable destacar que además varias Unidades del Arma de Infantería la utilizan como propia en Actos y Ceremonias. La Gendarmería Nacional Argentina, que depende del Ministerio de Seguridad de la Nación y la Policía Federal Argentina de la misma dependencia también la utilizan en sus presentaciones.